# Ciencia Divina

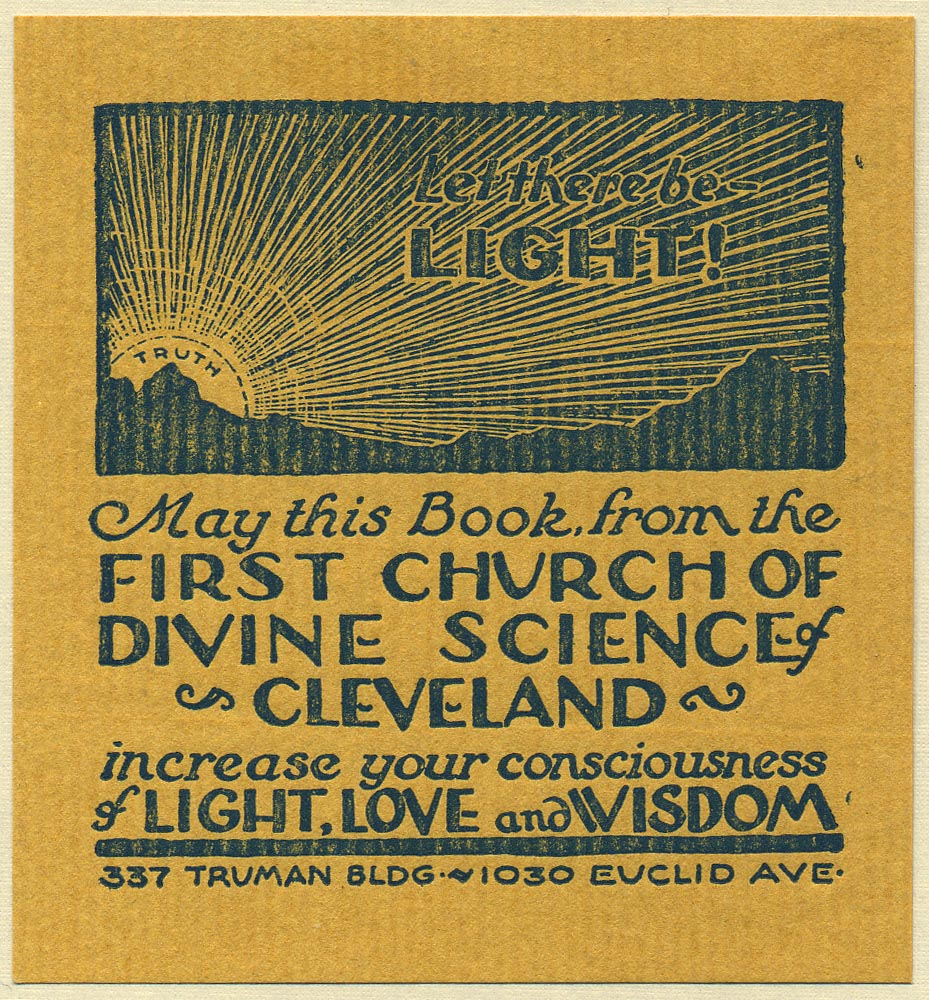
Portada de libro de la primera iglesia de Ciencia Divina

La Ciencia Divina es una religión fundada por la Sra. Malinda E. Cramer, el 4 de mayo de 1888, en San Francisco, Estados Unidos. Afirma que se basa en el Principio de la Omnipresencia de Dios.

## Reseña histórica
El origen de la Ciencia Divina se remonta a fines del siglo XIX, en los Estados Unidos, cuando en forma paralela e independiente, la Sra. Malinda E. Cramer, en San Francisco (California), y la Sra. Nona L. Brooks y sus hermanas, en Denver (Colorado), dieron inicio a sus enseñanzas espirituales; primero, con pequeños grupos en ambas ciudades y posteriormente, organizando las primeras iglesias.
Tanto la Sra. Cramer como la Sra. Brooks afirman que pasaron por experiencias espirituales que les llevaron a una rápida sanación de sus precarios estados de salud y de sus condiciones financieras y materiales. En el caso de la Sra. Cramer, en 1885 ella se habría recuperado de una invalidez de más de 20 años; mientras que la Sra. Brooks señala que se recuperó de una úlcera en la garganta en 1886. 
Ambas afirman que no se conocían antes de pasar por dichas experiencias y que, luego de obtener sus curaciones por medio de la oración, se dedicaron a sistematizar una enseñanza que pudiera conducir a otras personas a la misma recuperación espiritual y física que ellas habían experimentado.
Según sus relatos, ellas se conocieron recién en 1889, en Denver, y pudieron comprobar que sus enseñanzas eran prácticamente iguales, por lo que decidieron empezar una estrecha colaboración en la difusión de las mismas.

## Principales aspectos
Forma parte del denominado Movimiento del Nuevo Pensamiento, que cree en la omnipresencia y en la benevolencia de Dios. Los Científicos de la Divinidad señalan que ven a Dios como Amor, Sabiduría, Poder y Sustancia y que no creen que pueda existir ninguna otra fuerza que sea capaz de oponerse a Dios.
Se autodefine como una religión no dogmática; afirma que todas las religiones tienen su propia validez, ya que cada una de ellas refleja, a su manera, una forma particular de aproximarse a Dios.
Sus seguidores creen que existe una verdad eternamente invariable: que Dios constituye la naturaleza de todo lo que existe y que Dios, y solamente Dios, llena todos los reinos y dimensiones de la existencia.
Al igual que otras iglesias del Nuevo Pensamiento, le otorga una gran importancia al trabajo espiritual de la sanación por medio de la oración, tratando de emular el trabajo de Jesús, según se retrata en el Nuevo Testamento.
Su cofundadora Nona Brooks dijo: "la totalidad de la Ciencia Divina es la práctica de la Omnipresencia de Dios. La verdad, aquí y ahora, nos llega a través de la Biblia, la oración afirmativa, la contemplación y la meditación y la práctica de la Presencia de Dios".
Dos de los Ministros de la Ciencia Divina que se hicieron mundialmente conocidos por sus obras de autoayuda fueron: Joseph Murphy y Emmet Fox.
En los últimos años, ha ampliado su presencia a través de ministerios virtuales en sitios-web de Internet y también por medio de ministerios por correo electrónico.